# Asianthrips parvinotus
Asianthrips parvinotus (лат.) — вид трипсов рода Asianthrips из семейства Phlaeothripidae (Thysanoptera).

## Распространение
Встречаются в Юго-Восточной Азии: Бали (Индонезия), Сабах (Малайзия).

## Описание
Мелкие коричневые насекомые (длина около 1—2 мм) с четырьмя бахромчатыми крыльями. От близких видов отличаются следующими признаками: брюшные тергиты маленькие, 3-5 тергиты значительно уже стернита и уже переднеспинки. Тело коричневое. III членик усиков жёлтый, часто с бледно-коричневым оттенком, остальные членики равномерно коричневые. Все бёдра коричневые, одного цвета с телом, с желтоватыми крайними вершинами; все голени и лапки жёлтые. Максиллярные стилеты длинные. III членик усиков с тремя чувствительными конусами. Усики 8-члениковые, VIII членик сросшийся с VII члеником; сегмент III асимметричный; колокольчатые сенсиллы на II членике расположены вблизи вершины. Заднегрудной стерноплевральный шов отсутствует; мезопрестернум медиально сросся с мезоэустернумом, между этими пластинками с обеих сторон имеются швы. Брюшные тергиты II—VII с двумя парами удерживающих крыло щетинок.

## Классификация
Вид был впервые описан в 2022 году японскими энтомологами Shuji Okajima и Masami Masumoto (Laboratory of Entomology, Tokyo University of Agriculture, Ацуги, Канагава, Япония). Близок к видам Asianthrips borneoensis.